# Сортино
Сортѝно (на италиански: Sortino, на сицилиански Sciurtinu, Шуртину) е град и община в южна Италия, провинция Сиракуза, автономен регион Сицилия. Разположен е на 438 m надморска височина. Населението на града е 8970 души (към 2009 г.).